# Satas
Satas est une marque de systèmes d'affranchissement et de timbrage automatique appartenant depuis 2011 à la société Neopost France à la suite de la fusion.

## Historique
- 1932 : création de la société
- 1935 : La société Satas installe sa première machine à affranchir, un modèle breveté doté d'un exclusif et révolutionnaire procédé intitulé "sanglier"
- 1947 : entrée de la Satas dans le groupe Havas
- 1949 : sortie du premier modèle de machine à affranchir SATAS-SE
- 1970 : entrée dans le groupe Alcatel-Alstom
- 1992 : désengagement du groupe Alcatel-Alstom et création du groupe Neopost S.A. dont SATAS devient filiale.
- 2011 : fusion de SATAS et Neopost-France sous l'entité Neopost-France